# Hoplitis zonalis
Hoplitis zonalis är en biart som först beskrevs av Pérez 1895.  Hoplitis zonalis ingår i släktet gnagbin, och familjen buksamlarbin.

## Underarter
Arten delas in i följande underarter:
- H. z. bodenheimeri
- H. z. zonalis